# ATP Tour 2019
Die ATP Tour 2019 war die höchste Wettbewerbsserie im männlichen Profitennis im Jahr 2019 und wurde von der ATP organisiert. Sie bestand aus den vier Grand-Slam-Turnieren (von der ITF betreut) sowie aus den ATP Tour Masters 1000, der ATP Tour 500 und der ATP Tour 250 in absteigender Bedeutung. Darüber hinaus gehörten die ATP Finals, die Next Generation ATP Finals, der Davis Cup sowie der Hopman Cup dazu. Letztere beiden wurden wie die Grand-Slam-Turniere von der ITF organisiert. Die Sieger der Mixedkonkurrenz wurden bei den Grand-Slam-Turnieren ebenfalls mitaufgeführt.

## Tourinformationen
2019 wurden insgesamt 67 Turniere in 31 Ländern auf sechs Kontinenten ausgetragen. Die vier Grand-Slam-Turniere, der Davis Cup und der Hopman Cup wurden von der ITF veranstaltet und waren streng genommen nicht Bestandteil der ATP Tour. Erstere werden jedoch hier mitgezählt.

## Turnierserien
| Anzahl der Turniere nach Turnierserie |
| ------------------------------------- |
| 4 Grand-Slam-Turniere                 |
| ATP Finals Next Generation ATP Finals |
| 9 ATP Tour Masters 1000               |
| 13 ATP Tour 500                       |
| 39 ATP Tour 250                       |
| Davis Cup                             |
| 2 Teamwettbewerbe                     |

## Turnierplan

### Januar
| Datum      | Turnier                                                                                                | Sieger                              | Finalgegner                       | Ergebnis         |
| ---------- | --- | ----------------------------------- | --------------------------------- | ---------------- |
| 31.12.2018 | Hopman Cup Perth, Australien Hartplatz (Halle) 8 MX                                                    | Belinda Bencic Roger Federer        | Angelique Kerber Alexander Zverev | 2:1              |
| 31.12.2018 | Brisbane International Brisbane, Australien ATP Tour 250 – Hartplatz 28E / 16D – $ 527.880 / $ 589.680 | Kei Nishikori                       | Daniil Medwedew                   | 6:4, 3:6, 6:2    |
| 31.12.2018 | Brisbane International Brisbane, Australien ATP Tour 250 – Hartplatz 28E / 16D – $ 527.880 / $ 589.680 | Marcus Daniell Wesley Koolhof       | Rajeev Ram Joe Salisbury          | 6:4, 7:66        |
| 31.12.2018 | Tata Maharashtra Open Pune, Indien ATP Tour 250 – Hartplatz 28E / 16D – $ 527.880 / $ 589.680          | Kevin Anderson                      | Ivo Karlović                      | 7:64, 6:72, 7:65 |
| 31.12.2018 | Tata Maharashtra Open Pune, Indien ATP Tour 250 – Hartplatz 28E / 16D – $ 527.880 / $ 589.680          | Divij Sharan Rohan Bopanna          | Luke Bambridge Jonny O’Mara       | 6:3, 6:4         |
| 31.12.2018 | Qatar ExxonMobil Open Doha, Katar ATP Tour 250 – Hartplatz 32E / 16D – $ 1.313.215 / $ 1.416.205       | Roberto Bautista Agut               | Tomáš Berdych                     | 6:4, 3:6, 6:3    |
| 31.12.2018 | Qatar ExxonMobil Open Doha, Katar ATP Tour 250 – Hartplatz 32E / 16D – $ 1.313.215 / $ 1.416.205       | Pierre-Hugues Herbert David Goffin  | Matwé Middelkoop Robin Haase      | 5:7, 6:4, [10:4] |
| 06.01.     | Sydney International Sydney, Australien ATP Tour 250 – Hartplatz 28E / 16D – $ 527.880 / $ 589.680     | Alex de Minaur                      | Andreas Seppi                     | 7:5, 7:65        |
| 06.01.     | Sydney International Sydney, Australien ATP Tour 250 – Hartplatz 28E / 16D – $ 527.880 / $ 589.680     | Jamie Murray Bruno Soares           | Juan Sebastián Cabal Robert Farah | 6:4, 6:3         |
| 07.01.     | ASB Classic Auckland, Neuseeland ATP Tour 250 – Hartplatz 28E / 16D – $ 527.880 / $ 589.680            | Tennys Sandgren                     | Cameron Norrie                    | 6:4, 6:2         |
| 07.01.     | ASB Classic Auckland, Neuseeland ATP Tour 250 – Hartplatz 28E / 16D – $ 527.880 / $ 589.680            | Ben McLachlan Jan-Lennard Struff    | Raven Klaasen Michael Venus       | 6:4, 6:3         |
| 14.01.     | Australian Open Melbourne, Australien Grand Slam – Hartplatz 128E / 64D / 32MX – A$ 60.500.000         | Novak Đoković                       | Rafael Nadal                      | 6:3, 6:2, 6:3    |
| 14.01.     | Australian Open Melbourne, Australien Grand Slam – Hartplatz 128E / 64D / 32MX – A$ 60.500.000         | Pierre-Hugues Herbert Nicolas Mahut | Henri Kontinen John Peers         | 6:4, 7:61        |
| 14.01.     | Australian Open Melbourne, Australien Grand Slam – Hartplatz 128E / 64D / 32MX – A$ 60.500.000         | Barbora Krejčíková Rajeev Ram       | Astra Sharma John-Patrick Smith   | 7:63, 6:1        |

### Februar
| Datum  | Turnier | Sieger                            | Finalgegner                            | Ergebnis                        |
| ------ | --- | --------------------------------- | -------------------------------------- | ------------------------------- |
| 01.02. | Davis Cup – Qualifikationsrunde | Davis Cup – Qualifikationsrunde   | Davis Cup – Qualifikationsrunde        | Davis Cup – Qualifikationsrunde |
| 04.02. | Open Sud de France Montpellier, Frankreich ATP Tour 250 – Hartplatz (Halle) 28E / 16D – € 524.340 / € 586.140                           | Jo-Wilfried Tsonga                | Pierre-Hugues Herbert                  | 6:4, 6:2                        |
| 04.02. | Open Sud de France Montpellier, Frankreich ATP Tour 250 – Hartplatz (Halle) 28E / 16D – € 524.340 / € 586.140                           | Ivan Dodig Édouard Roger-Vasselin | Benjamin Bonzi Antoine Hoang           | 6:4, 6:3                        |
| 04.02. | Sofia Open Sofia, Bulgarien ATP Tour 250 – Hartplatz (Halle) 28E / 16D – € 524.340 / € 586.140                                          | Daniil Medwedew                   | Márton Fucsovics                       | 6:4, 6:3                        |
| 04.02. | Sofia Open Sofia, Bulgarien ATP Tour 250 – Hartplatz (Halle) 28E / 16D – € 524.340 / € 586.140                                          | Nikola Mektić Jürgen Melzer       | Hsieh Cheng-peng Christopher Rungkat   | 6:2, 4:6, [10:2]                |
| 04.02. | Córdoba Open Córdoba, Argentinien ATP Tour 250 – Sand 28E / 16D – $ 501.345 / $ 561.345                                                 | Juan Ignacio Londero              | Guido Pella                            | 3:6, 7:5, 6:1                   |
| 04.02. | Córdoba Open Córdoba, Argentinien ATP Tour 250 – Sand 28E / 16D – $ 501.345 / $ 561.345                                                 | Roman Jebavý Andrés Molteni       | Máximo González Horacio Zeballos       | 6:4, 7:64                       |
| 11.02. | ABN AMRO World Tennis Tournament Rotterdam, Niederlande ATP Tour 500 – Hartplatz (Halle) 32E / 16D – € 1.961.160 / € 2.098.480          | Gaël Monfils                      | Stan Wawrinka                          | 6:3, 1:6, 6:2                   |
| 11.02. | ABN AMRO World Tennis Tournament Rotterdam, Niederlande ATP Tour 500 – Hartplatz (Halle) 32E / 16D – € 1.961.160 / € 2.098.480          | Jérémy Chardy Henri Kontinen      | Jean-Julien Rojer Horia Tecău          | 7:65, 7:64                      |
| 11.02. | New York Open New York, Vereinigte Staaten ATP Tour 250 – Hartplatz (Halle) 28E / 16D – $ 694.995 / $ 777.385                           | Reilly Opelka                     | Brayden Schnur                         | 6:1, 6:77, 7:67                 |
| 11.02. | New York Open New York, Vereinigte Staaten ATP Tour 250 – Hartplatz (Halle) 28E / 16D – $ 694.995 / $ 777.385                           | Kevin Krawietz Andreas Mies       | Santiago González Aisam-ul-Haq Qureshi | 6:4, 7:5                        |
| 11.02. | Argentina Open Buenos Aires, Argentinien ATP Tour 250 – Sand 28E / 16D – $ 590.745 / $ 673.135                                          | Marco Cecchinato                  | Diego Schwartzman                      | 6:1, 6:2                        |
| 11.02. | Argentina Open Buenos Aires, Argentinien ATP Tour 250 – Sand 28E / 16D – $ 590.745 / $ 673.135                                          | Máximo González Horacio Zeballos  | Diego Schwartzman Dominic Thiem        | 6:1, 6:1                        |
| 18.02. | Rio Open Rio de Janeiro, Brasilien ATP Tour 500 – Sand 32E / 16 D – $ 1.786.690 / $ 1.937.740                                           | Laslo Đere                        | Félix Auger-Aliassime                  | 6:3, 7:5                        |
| 18.02. | Rio Open Rio de Janeiro, Brasilien ATP Tour 500 – Sand 32E / 16 D – $ 1.786.690 / $ 1.937.740                                           | Máximo González Nicolás Jarry     | Thomaz Bellucci Rogério Dutra da Silva | 6:73, 6:3, [10:7]               |
| 18.02. | Delray Beach Open Delray Beach, Vereinigte Staaten ATP Tour 250 – Hartplatz 32E / 16D – $ 582.550 / $ 651.215                           | Radu Albot                        | Daniel Evans                           | 3:6, 6:3, 7:67                  |
| 18.02. | Delray Beach Open Delray Beach, Vereinigte Staaten ATP Tour 250 – Hartplatz 32E / 16D – $ 582.550 / $ 651.215                           | Bob Bryan Mike Bryan              | Ken Skupski Neal Skupski               | 7:65, 6:4                       |
| 18.02. | Open 13 Provence Marseille, Frankreich ATP Tour 250 – Hartplatz (Halle) 28E / 16D – € 668.485 / € 744.010                               | Stefanos Tsitsipas                | Michail Kukuschkin                     | 7:5, 7:65                       |
| 18.02. | Open 13 Provence Marseille, Frankreich ATP Tour 250 – Hartplatz (Halle) 28E / 16D – € 668.485 / € 744.010                               | Jérémy Chardy Fabrice Martin      | Ben McLachlan Matwé Middelkoop         | 6:3, 6:74, [10:3]               |
| 25.02. | Abierto Mexicano Telcel Acapulco, Mexiko ATP Tour 500 – Hartplatz 32E / 16D – $ 1.780.060 / $ 1.931.110                                 | Nick Kyrgios                      | Alexander Zverev                       | 6:3, 6:4                        |
| 25.02. | Abierto Mexicano Telcel Acapulco, Mexiko ATP Tour 500 – Hartplatz 32E / 16D – $ 1.780.060 / $ 1.931.110                                 | Alexander Zverev Mischa Zverev    | Austin Krajicek Artem Sitak            | 6:2, 6:74, [10:5]               |
| 25.02. | Dubai Duty Free Tennis Championships Dubai, Vereinigte Arabische Emirate ATP Tour 500 – Hartplatz 32E / 16D – $ 2.736.845 / $ 2.887.895 | Roger Federer                     | Stefanos Tsitsipas                     | 6:4, 6:4                        |
| 25.02. | Dubai Duty Free Tennis Championships Dubai, Vereinigte Arabische Emirate ATP Tour 500 – Hartplatz 32E / 16D – $ 2.736.845 / $ 2.887.895 | Rajeev Ram Joe Salisbury          | Ben McLachlan Jan-Lennard Struff       | 7:64, 6:3                       |
| 25.02. | Brasil Open São Paulo, Brasilien ATP Tour 250 – Sand (Halle) 28E / 16D – $ 550.145 / $ 618.810                                          | Guido Pella                       | Cristian Garín                         | 7:5, 6:3                        |
| 25.02. | Brasil Open São Paulo, Brasilien ATP Tour 250 – Sand (Halle) 28E / 16D – $ 550.145 / $ 618.810                                          | Federico Delbonis Máximo González | Luke Bambridge Jonny O’Mara            | 6:4, 6:3                        |

### März
| Datum  | Turnier | Sieger                         | Finalgegner                       | Ergebnis         |
| ------ | --- | ------------------------------ | --------------------------------- | ---------------- |
| 07.03. | BNP Paribas Open Indian Wells, Vereinigte Staaten ATP Tour Masters 1000 – Hartplatz 96E / 32D – $ 8.359.455 / $ 9.314.875 | Dominic Thiem                  | Roger Federer                     | 3:6, 6:3, 7:5    |
| 07.03. | BNP Paribas Open Indian Wells, Vereinigte Staaten ATP Tour Masters 1000 – Hartplatz 96E / 32D – $ 8.359.455 / $ 9.314.875 | Horacio Zeballos Nikola Mektić | Marcelo Melo Łukasz Kubot         | 4:6, 6:4, [10:3] |
| 20.03. | Miami Open Miami, Vereinigte Staaten ATP Tour Masters 1000 – Hartplatz 96E / 32D – $ 8.359.455 / $ 9.314.875              | Roger Federer                  | John Isner                        | 6:1, 6:4         |
| 20.03. | Miami Open Miami, Vereinigte Staaten ATP Tour Masters 1000 – Hartplatz 96E / 32D – $ 8.359.455 / $ 9.314.875              | Bob Bryan Mike Bryan           | Wesley Koolhof Stefanos Tsitsipas | 7:5, 7:68        |

### April
| Datum  | Turnier | Sieger                                 | Finalgegner                       | Ergebnis           |
| ------ | --- | -------------------------------------- | --------------------------------- | ------------------ |
| 08.04. | Grand Prix Hassan II Marrakesch, Marokko ATP Tour 250 – Sand 32E / 16D – € 524.340 / € 586.140                                         | Benoît Paire                           | Pablo Andújar                     | 6:2, 6:3           |
| 08.04. | Grand Prix Hassan II Marrakesch, Marokko ATP Tour 250 – Sand 32E / 16D – € 524.340 / € 586.140                                         | Jürgen Melzer Franko Škugor            | Matwé Middelkoop Frederik Nielsen | 6:4, 7:66          |
| 08.04. | Fayez Sarofim & Co. US Men’s Clay Court Championship Houston, Vereinigte Staaten ATP Tour 250 – Sand 28E / 16D – $ 583.585 / $ 652.245 | Cristian Garín                         | Casper Ruud                       | 7:64, 4:6, 6:3     |
| 08.04. | Fayez Sarofim & Co. US Men’s Clay Court Championship Houston, Vereinigte Staaten ATP Tour 250 – Sand 28E / 16D – $ 583.585 / $ 652.245 | Santiago González Aisam-ul-Haq Qureshi | Ken Skupski Neal Skupski          | 3:6, 6:4, [10:6]   |
| 15.04. | Rolex Monte-Carlo Masters Monte-Carlo, Monaco ATP Tour Masters 1000 – Sand 56E / 24D – 5.207.405 € / 5.585.030 €                       | Fabio Fognini                          | Dušan Lajović                     | 6:3, 6:4           |
| 15.04. | Rolex Monte-Carlo Masters Monte-Carlo, Monaco ATP Tour Masters 1000 – Sand 56E / 24D – 5.207.405 € / 5.585.030 €                       | Nikola Mektić Franko Škugor            | Robin Haase Wesley Koolhof        | 6:73, 7:63, [11:9] |
| 22.04. | Barcelona Open Banc Sabadell Barcelona, Spanien ATP Tour 500 – Sand 48E / 16D – 2.609.135 € / 2.746.455 €                              | Dominic Thiem                          | Daniil Medwedew                   | 6:4, 6:0           |
| 22.04. | Barcelona Open Banc Sabadell Barcelona, Spanien ATP Tour 500 – Sand 48E / 16D – 2.609.135 € / 2.746.455 €                              | Juan Sebastián Cabal Robert Farah      | Jamie Murray Bruno Soares         | 6:4, 7:64          |
| 22.04. | Hungarian Open Budapest, Ungarn ATP Tour 250 – Sand 28E / 16D – € 524.340 / € 586.140                                                  | Matteo Berrettini                      | Filip Krajinović                  | 4:6, 6:3, 6:1      |
| 22.04. | Hungarian Open Budapest, Ungarn ATP Tour 250 – Sand 28E / 16D – € 524.340 / € 586.140                                                  | Ken Skupski Neal Skupski               | Marcus Daniell Wesley Koolhof     | 6:3, 6:4           |
| 29.04. | Millennium Estoril Open Estoril, Portugal ATP Tour 250 – Sand 28E / 16D – € 524.340 / € 586.140                                        | Stefanos Tsitsipas                     | Pablo Cuevas                      | 6:3, 7:64          |
| 29.04. | Millennium Estoril Open Estoril, Portugal ATP Tour 250 – Sand 28E / 16D – € 524.340 / € 586.140                                        | Fabrice Martin Jérémy Chardy           | Jonny O’Mara Luke Bambridge       | 7:5, 7:63          |
| 29.04. | BMW Open München, Deutschland ATP Tour 250 – Sand 28E / 16D – € 524.340 / € 586.140                                                    | Cristian Garín                         | Matteo Berrettini                 | 6:1, 3:6, 7:61     |
| 29.04. | BMW Open München, Deutschland ATP Tour 250 – Sand 28E / 16D – € 524.340 / € 586.140                                                    | Frederik Nielsen Tim Pütz              | Marcelo Demoliner Divij Sharan    | 6:4, 6:2           |

### Mai
| Datum  | Turnier | Sieger                            | Finalgegner                     | Ergebnis           |
| ------ | --- | --------------------------------- | ------------------------------- | ------------------ |
| 05.05. | Mutua Madrid Open Madrid, Spanien ATP Tour Masters 1000 – Sand 56E / 24D – € 6.536.160 / € 7.279.270        | Novak Đoković                     | Stefanos Tsitsipas              | 6:3, 6:4           |
| 05.05. | Mutua Madrid Open Madrid, Spanien ATP Tour Masters 1000 – Sand 56E / 24D – € 6.536.160 / € 7.279.270        | Jean-Julien Rojer Horia Tecău     | Diego Schwartzman Dominic Thiem | 6:2, 6:3           |
| 12.05. | Internazionali BNL d’Italia Rom, Italien ATP Tour Masters 1000 – Sand 56E / 32D – 5.207.405 € / 5.791.280 € | Rafael Nadal                      | Novak Đoković                   | 6:0, 4:6, 6:1      |
| 12.05. | Internazionali BNL d’Italia Rom, Italien ATP Tour Masters 1000 – Sand 56E / 32D – 5.207.405 € / 5.791.280 € | Juan Sebastián Cabal Robert Farah | Raven Klaasen Michael Venus     | 6:1, 6:3           |
| 19.05. | Banque Eric Sturdza Geneva Open Genf, Schweiz ATP Tour 250 – Sand 28E / 16D – € 524.340 / € 586.140         | Alexander Zverev                  | Nicolás Jarry                   | 6:3, 3:6, 7:68     |
| 19.05. | Banque Eric Sturdza Geneva Open Genf, Schweiz ATP Tour 250 – Sand 28E / 16D – € 524.340 / € 586.140         | Oliver Marach Mate Pavić          | Matthew Ebden Robert Lindstedt  | 6:4, 6:4           |
| 19.05. | Open Parc Auvergne-Rhône-Alpes Lyon Lyon, Frankreich ATP Tour 250 – Sand 28E / 16D – € 524.340 / € 586.140  | Benoît Paire                      | Félix Auger-Aliassime           | 6:4, 6:3           |
| 19.05. | Open Parc Auvergne-Rhône-Alpes Lyon Lyon, Frankreich ATP Tour 250 – Sand 28E / 16D – € 524.340 / € 586.140  | Ivan Dodig Édouard Roger-Vasselin | Ken Skupski Neal Skupski        | 6:4, 6:3           |
| 26.05. | Roland Garros Paris, Frankreich Grand Slam – Sand 128E / 64D / 32MX – € 42.700.000                          | Rafael Nadal                      | Dominic Thiem                   | 6:3, 5:7, 6:1, 6:1 |
| 26.05. | Roland Garros Paris, Frankreich Grand Slam – Sand 128E / 64D / 32MX – € 42.700.000                          | Kevin Krawietz Andreas Mies       | Jérémy Chardy Fabrice Martin    | 6:2, 7:63          |
| 26.05. | Roland Garros Paris, Frankreich Grand Slam – Sand 128E / 64D / 32MX – € 42.700.000                          | Latisha Chan Ivan Dodig           | Gabriela Dabrowski Mate Pavić   | 6:1, 7:65          |

### Juni
| Datum  | Turnier | Sieger                            | Finalgegner                      | Ergebnis          |
| ------ | --- | --------------------------------- | -------------------------------- | ----------------- |
| 10.06. | Libéma Open ’s-Hertogenbosch, Niederlande ATP Tour 250 – Rasen 28E / 16D – 635.750 € / 711.275 €                      | Adrian Mannarino                  | Jordan Thompson                  | 7:67, 6:3         |
| 10.06. | Libéma Open ’s-Hertogenbosch, Niederlande ATP Tour 250 – Rasen 28E / 16D – 635.750 € / 711.275 €                      | Dominic Inglot Austin Krajicek    | Marcus Daniell Wesley Koolhof    | 6:4, 4:6, [10:4]  |
| 10.06. | MercedesCup Stuttgart, Deutschland ATP Tour 250 – Rasen 28E / 16D – 679.015 € / 754.540 €                             | Matteo Berrettini                 | Félix Auger-Aliassime            | 6:4, 7:611        |
| 10.06. | MercedesCup Stuttgart, Deutschland ATP Tour 250 – Rasen 28E / 16D – 679.015 € / 754.540 €                             | John Peers Bruno Soares           | Rohan Bopanna Denis Shapovalov   | 7:5, 6:3          |
| 17.06. | Noventi Open Halle, Deutschland ATP Tour 500 – Rasen 32E / 16D – 2.081.830 € / 2.219.150 €                            | Roger Federer                     | David Goffin                     | 7:62, 6:1         |
| 17.06. | Noventi Open Halle, Deutschland ATP Tour 500 – Rasen 32E / 16D – 2.081.830 € / 2.219.150 €                            | Raven Klaasen Michael Venus       | Łukasz Kubot Marcelo Melo        | 4:6, 6:3, [10:4]  |
| 17.06. | Fever-Tree Championships London, Vereinigtes Königreich ATP Tour 500 – Rasen 32E / 16D – 2.081.830 € / 2.219.150 €    | Feliciano López                   | Gilles Simon                     | 6:2, 6:74, 7:62   |
| 17.06. | Fever-Tree Championships London, Vereinigtes Königreich ATP Tour 500 – Rasen 32E / 16D – 2.081.830 € / 2.219.150 €    | Feliciano López Andy Murray       | Rajeev Ram Joe Salisbury         | 7:66, 5:7, [10:5] |
| 23.06. | Turkish Airlines Open Antalya Antalya, Türkei ATP Tour 250 – Rasen 32E / 16D – 445.690 € / 507.490 €                  | Lorenzo Sonego                    | Miomir Kecmanović                | 6:75, 7:65, 6:1   |
| 23.06. | Turkish Airlines Open Antalya Antalya, Türkei ATP Tour 250 – Rasen 32E / 16D – 445.690 € / 507.490 €                  | Jonathan Erlich Artem Sitak       | Ivan Dodig Filip Polášek         | 6:3, 6:4          |
| 24.06. | Nature Valley International Eastbourne, Vereinigtes Königreich ATP Tour 250 – Rasen 48E / 16D – 684.080 € / 745.880 € | Taylor Fritz                      | Sam Querrey                      | 6:3, 6:4          |
| 24.06. | Nature Valley International Eastbourne, Vereinigtes Königreich ATP Tour 250 – Rasen 48E / 16D – 684.080 € / 745.880 € | Juan Sebastián Cabal Robert Farah | Máximo González Horacio Zeballos | 3:6, 7:64, [10:6] |

### Juli
| Datum  | Turnier | Sieger                               | Finalgegner                               | Ergebnis                     |
| ------ | --- | ------------------------------------ | ----------------------------------------- | ---------------------------- |
| 01.07. | Wimbledon London, Vereinigtes Königreich Grand Slam – Rasen 128E / 64D / 48MX – 38.000.000 £                 | Novak Đoković                        | Roger Federer                             | 7:65, 1:6, 7:65, 4:6, 13:123 |
| 01.07. | Wimbledon London, Vereinigtes Königreich Grand Slam – Rasen 128E / 64D / 48MX – 38.000.000 £                 | Juan Sebastián Cabal Robert Farah    | Nicolas Mahut Édouard Roger-Vasselin      | 6:75, 7:65, 7:66, 6:75, 6:3  |
| 01.07. | Wimbledon London, Vereinigtes Königreich Grand Slam – Rasen 128E / 64D / 48MX – 38.000.000 £                 | Ivan Dodig Latisha Chan              | Robert Lindstedt Jeļena Ostapenko         | 6:2, 6:3                     |
| 15.07. | Plava Laguna Croatia Open Umag Umag, Kroatien ATP Tour 250 – Sand 28E / 16D – € 524.340 / € 586.140          | Dušan Lajović                        | Attila Balázs                             | 7:5, 7:5                     |
| 15.07. | Plava Laguna Croatia Open Umag Umag, Kroatien ATP Tour 250 – Sand 28E / 16D – € 524.340 / € 586.140          | Robin Haase Philipp Oswald           | Oliver Marach Jürgen Melzer               | 7:5, 6:72, [14:12]           |
| 15.07. | Swedish Open Båstad, Schweden ATP Tour 250 – Sand 28E / 16D – € 524.340 / € 586.140                          | Nicolás Jarry                        | Juan Ignacio Londero                      | 7:67, 6:4                    |
| 15.07. | Swedish Open Båstad, Schweden ATP Tour 250 – Sand 28E / 16D – € 524.340 / € 586.140                          | Sander Gillé Joran Vliegen           | Federico Delbonis Horacio Zeballos        | 6:75, 7:5, [10:5]            |
| 15.07. | Hall of Fame Open Newport, Vereinigte Staaten ATP Tour 250 – Rasen 28E / 16D – $ 583.585 / $ 652.245         | John Isner                           | Alexander Bublik                          | 7:62, 6:3                    |
| 15.07. | Hall of Fame Open Newport, Vereinigte Staaten ATP Tour 250 – Rasen 28E / 16D – $ 583.585 / $ 652.245         | Marcel Granollers Serhij Stachowskyj | Marcelo Arévalo Miguel Ángel Reyes Varela | 6:710, 6:4, [13:11]          |
| 22.07. | Hamburg European Open Hamburg, Deutschland ATP Tour 500 – Sand 32E / 16D – € 1.718.170 / € 1.855.490         | Nikolos Bassilaschwili               | Andrei Rubljow                            | 7:5, 4:6, 6:3                |
| 22.07. | Hamburg European Open Hamburg, Deutschland ATP Tour 500 – Sand 32E / 16D – € 1.718.170 / € 1.855.490         | Oliver Marach Jürgen Melzer          | Robin Haase Wesley Koolhof                | 6:2, 7:63                    |
| 22.07. | BB&T Atlanta Open Atlanta, Vereinigte Staaten ATP Tour 250 – Hartplatz 28E / 16D – $ 694.995 / $ 777.385     | Alex de Minaur                       | Taylor Fritz                              | 6:3, 7:62                    |
| 22.07. | BB&T Atlanta Open Atlanta, Vereinigte Staaten ATP Tour 250 – Hartplatz 28E / 16D – $ 694.995 / $ 777.385     | Dominic Inglot Austin Krajicek       | Bob Bryan Mike Bryan                      | 6:4, 6:75, [11:9]            |
| 22.07. | J. Safra Sarasin Swiss Open Gstaad Gstaad, Schweiz ATP Tour 250 – Sand 28E / 16D – € 524.340 / € 586.140     | Albert Ramos Viñolas                 | Cedrik-Marcel Stebe                       | 6:3, 6:2                     |
| 22.07. | J. Safra Sarasin Swiss Open Gstaad Gstaad, Schweiz ATP Tour 250 – Sand 28E / 16D – € 524.340 / € 586.140     | Sander Gillé Joran Vliegen           | Philipp Oswald Filip Polášek              | 6:4, 6:3                     |
| 29.07. | Citi Open Washington, Vereinigte Staaten ATP Tour 500 – Hartplatz 48E / 16D – $ 1.895.290 / $ 2.046.340      | Nick Kyrgios                         | Daniil Medwedew                           | 7:66, 7:64                   |
| 29.07. | Citi Open Washington, Vereinigte Staaten ATP Tour 500 – Hartplatz 48E / 16D – $ 1.895.290 / $ 2.046.340      | Raven Klaasen Michael Venus          | Jean-Julien Rojer Horia Tecău             | 3:6, 6:3, [10:2]             |
| 29.07. | Abierto Mexicano de Tenis Mifel Los Cabos, Mexiko ATP Tour 250 – Hartplatz 28E / 16D – $ 762.455 / $ 858.565 | Diego Schwartzman                    | Taylor Fritz                              | 7:66, 6:3                    |
| 29.07. | Abierto Mexicano de Tenis Mifel Los Cabos, Mexiko ATP Tour 250 – Hartplatz 28E / 16D – $ 762.455 / $ 858.565 | Romain Arneodo Hugo Nys              | Dominic Inglot Austin Krajicek            | 7:5, 5:7, [16:14]            |
| 29.07. | Generali Open Kitzbühel, Österreich ATP Tour 250 – Sand 28E / 16D – € 524.340 / € 586.140                    | Dominic Thiem                        | Albert Ramos Viñolas                      | 7:60, 6:1                    |
| 29.07. | Generali Open Kitzbühel, Österreich ATP Tour 250 – Sand 28E / 16D – € 524.340 / € 586.140                    | Philipp Oswald Filip Polášek         | Sander Gillé Joran Vliegen                | 6:4, 6:4                     |

### August
| Datum  | Turnier | Sieger                             | Finalgegner                        | Ergebnis                |
| ------ | --- | ---------------------------------- | ---------------------------------- | ----------------------- |
| 05.08. | Rogers Cup Montreal, Kanada ATP Tour Masters 1000 – Hartplatz 56E / 32D – $ 5.701.945 / $ 6.338.885                            | Rafael Nadal                       | Daniil Medwedew                    | 6:3, 6:0                |
| 05.08. | Rogers Cup Montreal, Kanada ATP Tour Masters 1000 – Hartplatz 56E / 32D – $ 5.701.945 / $ 6.338.885                            | Marcel Granollers Horacio Zeballos | Robin Haase Wesley Koolhof         | 7:5, 7:5                |
| 11.08. | Western & Southern Open Cincinnati, Vereinigte Staaten ATP Tour Masters 1000 – Hartplatz 56E / 32D – $ 6.056.280 / $ 6.735.690 | Daniil Medwedew                    | David Goffin                       | 7:63, 6:4               |
| 11.08. | Western & Southern Open Cincinnati, Vereinigte Staaten ATP Tour Masters 1000 – Hartplatz 56E / 32D – $ 6.056.280 / $ 6.735.690 | Ivan Dodig Filip Polášek           | Juan Sebastián Cabal Robert Farah  | 4:6, 6:4, [10:6]        |
| 18.08. | Winston-Salem Open Winston-Salem, Vereinigte Staaten ATP Tour 250 – Hartplatz 48E / 16D – $ 717.955 / $ 807.210                | Hubert Hurkacz                     | Benoît Paire                       | 6:3, 3:6, 6:3           |
| 18.08. | Winston-Salem Open Winston-Salem, Vereinigte Staaten ATP Tour 250 – Hartplatz 48E / 16D – $ 717.955 / $ 807.210                | Łukasz Kubot Marcelo Melo          | Nicholas Monroe Tennys Sandgren    | 6:76, 6:1, [10:3]       |
| 26.08. | US Open New York, Vereinigte Staaten Grand Slam – Hartplatz 128E / 64D / 32MX – $ 57.240.000                                   | Rafael Nadal                       | Daniil Medwedew                    | 7:5, 6:3, 5:7, 4:6, 6:4 |
| 26.08. | US Open New York, Vereinigte Staaten Grand Slam – Hartplatz 128E / 64D / 32MX – $ 57.240.000                                   | Juan Sebastián Cabal Robert Farah  | Marcel Granollers Horacio Zeballos | 6:4, 7:5                |
| 26.08. | US Open New York, Vereinigte Staaten Grand Slam – Hartplatz 128E / 64D / 32MX – $ 57.240.000                                   | Jamie Murray Bethanie Mattek-Sands | Chan Hao-ching Michael Venus       | 6:2, 6:3                |

### September
| Datum  | Turnier | Sieger                               | Finalgegner                          | Ergebnis          |
| ------ | --- | ------------------------------------ | ------------------------------------ | ----------------- |
| 16.09. | Moselle Open Metz, Frankreich ATP Tour 250 – Hartplatz (Halle) 28E / 16D – € 524.340 / € 586.140                                | Jo-Wilfried Tsonga                   | Aljaž Bedene                         | 6:74, 7:64, 6:3   |
| 16.09. | Moselle Open Metz, Frankreich ATP Tour 250 – Hartplatz (Halle) 28E / 16D – € 524.340 / € 586.140                                | Robert Lindstedt Jan-Lennard Struff  | Nicolas Mahut Édouard Roger-Vasselin | 2:6, 7:61, [10:4] |
| 16.09. | St. Petersburg Open Sankt Petersburg, Russland ATP Tour 250 – Hartplatz (Halle) 28E / 16D – $ 1.180.000 / $ 1.248.665           | Daniil Medwedew                      | Borna Ćorić                          | 6:3, 6:1          |
| 16.09. | St. Petersburg Open Sankt Petersburg, Russland ATP Tour 250 – Hartplatz (Halle) 28E / 16D – $ 1.180.000 / $ 1.248.665           | Divij Sharan Igor Zelenay            | Matteo Berrettini Simone Bolelli     | 6:3, 3:6, [10:8]  |
| 23.09. | Chengdu Open Chengdu, Volksrepublik China ATP Tour 250 – Hartplatz 32E / 16D – $ 1.096.575 / $ 1.213.295                        | Pablo Carreño Busta                  | Alexander Bublik                     | 6:75, 6:4, 7:63   |
| 23.09. | Chengdu Open Chengdu, Volksrepublik China ATP Tour 250 – Hartplatz 32E / 16D – $ 1.096.575 / $ 1.213.295                        | Nikola Čačić Dušan Lajović           | Jonathan Erlich Fabrice Martin       | 7:69, 3:6, [10:3] |
| 23.09. | Huajin Securities Zhuhai Championships Zhuhai, Volksrepublik China ATP Tour 250 – Hartplatz 28E / 16D – $ 931.335 / $ 1.000.000 | Alex de Minaur                       | Adrian Mannarino                     | 7:64, 6:4         |
| 23.09. | Huajin Securities Zhuhai Championships Zhuhai, Volksrepublik China ATP Tour 250 – Hartplatz 28E / 16D – $ 931.335 / $ 1.000.000 | Sander Gillé Joran Vliegen           | Marcelo Demoliner Matwé Middelkoop   | 7:62, 7:64        |
| 23.09. | Laver Cup London, Vereinigtes Königreich Hartplatz (Halle) 2 Teams                                                              | Team Europa                          | Team Welt                            | 13:11             |
| 30.09. | China Open Peking, China ATP Tour 500 – Hartplatz 32E / 16D – $ 3.515.225 / $ 3.666.275                                         | Dominic Thiem                        | Stefanos Tsitsipas                   | 3:6, 6:4, 6:1     |
| 30.09. | China Open Peking, China ATP Tour 500 – Hartplatz 32E / 16D – $ 3.515.225 / $ 3.666.275                                         | Filip Polášek Ivan Dodig             | Łukasz Kubot Marcelo Melo            | 6:3, 7:64         |
| 30.09. | Rakuten Japan Open Tennis Championships Tokio, Japan ATP Tour 500 – Hartplatz 32E / 16D – $ 1.895.290 / $ 2.046.340             | Novak Đoković                        | John Millman                         | 6:3, 6:2          |
| 30.09. | Rakuten Japan Open Tennis Championships Tokio, Japan ATP Tour 500 – Hartplatz 32E / 16D – $ 1.895.290 / $ 2.046.340             | Nicolas Mahut Édouard Roger-Vasselin | Nikola Mektić Franko Škugor          | 7:67, 6:4         |

### Oktober
| Datum  | Turnier | Sieger                                | Finalgegner                      | Ergebnis          |
| ------ | --- | ------------------------------------- | -------------------------------- | ----------------- |
| 06.10. | Rolex Shanghai Masters Shanghai, China ATP Tour Masters 1000 – Hartplatz 56E / 32D – $ 7.473.620 / $ 8.322.885        | Daniil Medwedew                       | Alexander Zverev                 | 6:4, 6:1          |
| 06.10. | Rolex Shanghai Masters Shanghai, China ATP Tour Masters 1000 – Hartplatz 56E / 32D – $ 7.473.620 / $ 8.322.885        | Mate Pavić Bruno Soares               | Łukasz Kubot Marcelo Melo        | 6:4, 6:2          |
| 14.10. | VTB Kremlin Cup Moskau, Russland ATP Tour 250 – Hartplatz (Halle) 28E / 16D – $ 939.220 / $ 1.021.610                 | Andrei Rubljow                        | Adrian Mannarino                 | 6:4, 6:0          |
| 14.10. | VTB Kremlin Cup Moskau, Russland ATP Tour 250 – Hartplatz (Halle) 28E / 16D – $ 939.220 / $ 1.021.610                 | Marcelo Demoliner Matwé Middelkoop    | Simone Bolelli Andrés Molteni    | 6:1, 6:2          |
| 14.10. | Intrum Stockholm Open Stockholm, Schweden ATP Tour 250 – Hartplatz (Halle) 28E / 16D – € 635.750 / € 711.275          | Denis Shapovalov                      | Filip Krajinović                 | 6:4, 6:4          |
| 14.10. | Intrum Stockholm Open Stockholm, Schweden ATP Tour 250 – Hartplatz (Halle) 28E / 16D – € 635.750 / € 711.275          | Henri Kontinen Édouard Roger-Vasselin | Mate Pavić Bruno Soares          | 6:4, 6:2          |
| 14.10. | European Open Antwerpen, Belgien ATP Tour 250 – Hartplatz (Halle) 28E / 16D – € 635.750 / € 711.275                   | Andy Murray                           | Stan Wawrinka                    | 3:6, 6:4, 6:4     |
| 14.10. | European Open Antwerpen, Belgien ATP Tour 250 – Hartplatz (Halle) 28E / 16D – € 635.750 / € 711.275                   | Kevin Krawietz Andreas Mies           | Rajeev Ram Joe Salisbury         | 7:61, 6:3         |
| 21.10. | Swiss Indoors Basel Basel, Schweiz ATP Tour 500 – Hartplatz (Halle) 32E / 16D – € 2.082.655 / € 2.219.975             | Roger Federer                         | Alex de Minaur                   | 6:2, 6:2          |
| 21.10. | Swiss Indoors Basel Basel, Schweiz ATP Tour 500 – Hartplatz (Halle) 32E / 16D – € 2.082.655 / € 2.219.975             | Jean-Julien Rojer Horia Tecău         | Taylor Fritz Reilly Opelka       | 7:5, 6:3          |
| 21.10. | Erste Bank Open 500 Wien, Österreich ATP Tour 500 – Hartplatz (Halle) 32E / 16D – € 2.296.490 / € 2.433.810           | Dominic Thiem                         | Diego Schwartzman                | 3:6, 6:4, 6:3     |
| 21.10. | Erste Bank Open 500 Wien, Österreich ATP Tour 500 – Hartplatz (Halle) 32E / 16D – € 2.296.490 / € 2.433.810           | Rajeev Ram Joe Salisbury              | Łukasz Kubot Marcelo Melo        | 6:4, 6:75, [10:5] |
| 28.10. | Rolex Paris Masters Paris, Frankreich ATP Tour Masters 1000 – Hartplatz (Halle) 48E / 31D – € 5.207.405 / € 5.791.280 | Novak Đoković                         | Denis Shapovalov                 | 6:3, 6:4          |
| 28.10. | Rolex Paris Masters Paris, Frankreich ATP Tour Masters 1000 – Hartplatz (Halle) 48E / 31D – € 5.207.405 / € 5.791.280 | Pierre-Hugues Herbert Nicolas Mahut   | Karen Chatschanow Andrei Rubljow | 6:4, 6:1          |

### November
| Datum  | Turnier                                                                                              | Sieger                              | Finalgegner                 | Ergebnis             |
| ------ | --- | ----------------------------------- | --------------------------- | -------------------- |
| 05.11. | Next Gen ATP Finals Mailand, Italien Next Generation ATP Finals – Hartplatz (Halle) 8E – $ 1.400.000 | Jannik Sinner                       | Alex de Minaur              | 4:2, 4:1, 4:2        |
| 10.11. | Nitto ATP Finals London, Vereinigtes Königreich ATP Finals – Hartplatz (Halle) 8E / 8D – $ 9.000.000 | Stefanos Tsitsipas                  | Dominic Thiem               | 6:76, 6:2, 7:64      |
| 10.11. | Nitto ATP Finals London, Vereinigtes Königreich ATP Finals – Hartplatz (Halle) 8E / 8D – $ 9.000.000 | Pierre-Hugues Herbert Nicolas Mahut | Raven Klaasen Michael Venus | 6:3, 6:4             |
| 18.11. | Davis Cup – Endrunde                                                                                 | Davis Cup – Endrunde                | Davis Cup – Endrunde        | Davis Cup – Endrunde |

## Rücktritte
Die folgenden Spieler beendeten 2019 ihre Tenniskarriere:
- Andreas Haider-Maurer – 18. Januar 2019[1]
- Daniel Muñoz de la Nava – 24. Februar 2019[2]
- Nicolás Almagro – 9. April 2019[3]
- David Ferrer – 8. Mai 2019[4]
- Julian Knowle – 3. Juni 2019[5]
- Marcin Matkowski – Juli 2019[6]
- Marcos Baghdatis – 4. Juli 2019[7]
- Daniel Brands – 11. Juli 2019[8]
- Michał Przysiężny – 4. August 2019[9]
- Tim Smyczek – 25. August 2019[10]
- Víctor Estrella – 5. Oktober 2019[11]
- Tomáš Berdych – 16. November 2019[12]
- Janko Tipsarević – 18. November 2019[13]
- Hans Podlipnik-Castillo – 20. November 2019[14]
- Carlos Berlocq – 24. Dezember 2019[15]